# Daniel Ballart
Daniel Ballart Sans (n. Barcelona, 17 de marzo de 1973) es un exwaterpolista español y comentarista de RTVE.

## Biografía
Jugó con la selección española de waterpolo que ganó la medalla de oro en las olimpiadas de 1996 en Atlanta. Comenzó a jugar en la selección nacional en 1988.
En 1993 en el campeonato del mundo junior en El Cairo 1993 fue nombrado mejor jugador del campeonato. Integrante de la selección española galardonada con la Placa de Oro y de Plata de la Real Orden del Mérito Deportivo. 
En 2009 era el directivo del Real Club Deportivo Español encargado de hacer de enlace entre deportistas y directiva, hasta que fue destituido.
En julio de 2011 anuncia su retirada como jugador para pasar a ser el director deportivo del Club Natació Sabadell.

En 2011 recibió la Medalla de Oro de la Real Orden del Mérito Deportivo.

## Clubes
- Club Natació Montjuïc .-1991 ( España)
- Club Esportiu Mediterrani 1991-1994 ( España)
- Club Natació Barcelona 1994-1996 ( España)
- Club Natació Sabadell 1996-2007 ( España)
- Club Esportiu Mediterrani 2007- ( España)

## Títulos
Como jugador de club
- Dos Ligas Nacionales de España: 1995, 1996
- Cuatro Copas del Rey: 1992, 1995, 1996, 2004
- Dos supercopas de España: 2002, 2005

Como jugador de la selección española
- 6.º en los Juegos Olímpicos de Atenas 2004
- 5.º en el campeonato Mundial de Waterpolo Masculino de 2003 en Barcelona
- 5.º en el campeonato europeo de Kranj, 2003
- Plata en la Liga Mundial, 2002
- Oro en el campeonato Mundial de Waterpolo Masculino de 2001 en Fukuoka
- 6.º en el Campeonato de Europa, Budapest, 2001
- Oro en los juegos del mediterráneo en 2001
- 4.º en los Juegos Olímpicos de Sídney 2000
- 6.º en el Campeonato de Europa, Florencia, 1999
- Oro en el campeonato Mundial de Waterpolo Masculino de 1998 en Perth
- 5.º en el Campeonato de Europa, Sevilla, 1997
- Oro en los Juegos Olímpicos de Atlanta en 1996
- 5.º en el Campeonato de Europa, Viena, 1995
- Plata en el campeonato Mundial de Waterpolo Masculino de 1994 en Roma
- Bronce en el campeonato europeo de Sheffield 1993
- Plata en el campeonato del mundo junior en El Cairo 1993
- Plata en los Juegos Olímpicos de 1992 en Barcelona
- Plata en el campeonato europeo de Atenas 1991
- Bronce en la copa del mundo FINA 1991
- Oro en el campeonato del mundo junior en Long Beach 1991
- 5.º en el Campeonato de Europa junior, Varna, 1990[4]

## Premios, reconocimientos y distinciones
- Medalla de Oro de la Real Orden del Mérito Deportivo, otorgada por el Consejo Superior de Deportes (2011)
- Medalla de Plata de la Real Orden del Mérito Deportivo, otorgada por el Consejo Superior de Deportes (1999)